# Bambino boma/L'artista
Bambino boma/L'artista è il quarto singolo da solista di Enzo Jannacci, pubblicato dalla Dischi Ricordi, nel giugno 1962.
Entrambe le canzoni sono scritte da Jannacci sia per il testo che per la musica, e saranno inserite nel 1968 nell'album antologico Le canzoni di Enzo Jannacci; accompagna il cantautore l'Orchestra "Ricordi" di Musica Leggera diretta da Iller Pattaccini.
In copertina vi è un disegno non firmato, presumibilmente di Bruno Bozzetto, amico e collaboratore di Jannacci.
L'artista verrà reincisa da Jannacci per il suo album postumo L'artista, a cui darà il titolo; inoltre vi è una versione tradotta in dialetto milanese che il cantautore presentò nello spettacolo Milanin Milanon e che venne inclusa nel disco dal vivo tratto dall'esibizione al Teatro Gerolamo.

## Tracce
- Bambino boma
- L'artista